# Гребля Мукурумудзі
Гребля Мукурумудзі — гідротехнічна споруда в Кенії.
Гребля стала до ладу 2013 року для забезпечення технологічною водою гігантського проєкту з розробки титановмісних пісків Квале, для чого перекрили невелику річку Мукурумудзі завдовжки чотири десятки кілометрів, яка впадає до Індійського океану менш ніж за пів сотні кілометрів на південь від Момбаси. Водозбірний басейн вище від споруди становить 133 км2.
Гребля виконана як земляна споруда з бентонітово-цементним ядром висотою 23 метри та довжиною 347 метрів, яка потребувала 0,2 млн м3 матеріалів. Ліворуч до греблі прилягає водоскид із вільним порогом та бетонним облицюванням шириною 65 метрів.
Споруда утримує водосховище об'ємом 8,8 млн м3 із максимальним рівнем поверхні на позначці 58 метрів НРМ (гребінь греблі — на позначці 61,2 метра НРМ). Проєкт передбачає подання додаткового ресурсу з поля свердловин Гонгоні, коли об'єм води у сховищі стає менше за 6 млн м3.